# Читрал (княжество)

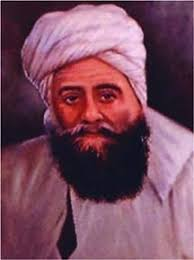
Аман уль-Мульк (1821—1892), мехтар Читрала (1858—1892)

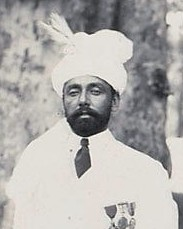
Шуджа уль-Мульк (1881—1936), мехтар Читрала (1895—1936)

Княжество Читрал (урду چترال‎) — туземное княжество Британской Индии до 1947 года, а затем княжеское государство Пакистана до 1969 года. Территория княжества в настоящее время образует Читральский округ Малакандского дивизиона, Хайбер-Пахтунхва, Пакистан.

## Местоположение и демография
Столицей бывшего государства был город Читрал, расположенный на западном берегу реки Читрал (или Кунар) у подножия горы Тирич-Мир, которая на высоте 7708 м (25 289 футов) является самой высокой вершиной Гиндукуша. Границы государства редко были стабильными и колебались в зависимости от судьбы правителей Читрала — Мехтаров. Официальным языком государства был персидский — наследие адаптационной политики раннего Делийского султаната и времен Великих Моголов. Основное население государства состояло в основном из народа кхо, который говорил на кховаре, дардском языке в индоарийском языковой группе. На языке кховар также говорят в некоторых частях Ясина, Гилгита и Свата.

## История
О ранней истории Читрала известно очень мало. Страна исторически была разделена между двумя этническими группами. Люди верхней части называются кхо — это их язык. Тех, кто живёт в нижней части, называют читрари. У этих двух народов было много общих культурных черт, и всё же они долгое время были отдельными народами. На основе этого этнического разделения страна большую часть времени оставалась разделённой на два княжества. Старые традиции сохранили имена некоторых местных правителей, таких как Сумалик и Бахман в верхней части, а также Була Сингх и Раджа Вай в нижней части. Скорее всего, это были местные вожди с небольшой подконтрольной им территорией. Устные предания рассказывают о том, что этим регионом правили великие соседние империи, такие как Монгольская и Иранская в далёком прошлом. С 1320 по 1698 год им правила Могольская династия.
В последние годы XVII века предок династии Катор сверг могольскую династию. Глава семьи, Мункэ-Хан, стал Мехтаром, или королём, небольшого королевства. Вся область, которая теперь образует Читральский округ, была полностью независимой монархией до 1885 года, когда британцы заключили субсидиарный договор с наследственным правителем Мехтаром, при котором Читрал стал княжеским государством, всё ещё суверенным, но подчинённым сюзеренитету Британской Индийской Империи. В 1895 году британский агент в Гилгите сэр Джордж Скотт Робертсон находился в осаде в Форте Читрал в течение 48 дней и, наконец, был освобождён двумя британскими отрядами, один из которых шёл из Гилгита, а другое — из Наушеры. После 1895 года британская власть усилилась, но внутренняя администрация осталась в руках Мехтара. В 1947 году Индия была разделена, и Читрал решил присоединиться к Пакистану. После присоединения он постепенно утратил свою автономию, окончательно став административным районом Пакистана в 1969 году.

### Королевская семья Читрала
Правящей семьи Читрал была династия Катор, основанная Мухтаром Шах Катором (1700—1720), которая правила в Читрале до 1969 года, когда правительство Пакистана аннексировало это княжество. Во время правления Мехтара Амана уль-Мулька, известного как Лот (Великий) Мехтар, власть династии простиралась от Асмара в долине Кунар в Афганистане до Пуниала в долине Гилгит. Племена Верхнего Свата, Дира, Кохистана и Кафиристана (современный Нуристан) платили дань Мехтару Читрала.
Титул правителя был Митар, который посторонние произносят как Мехтар. Каждый сын правящего мехтара стремился к трону, и кровопролитные войны за престолонаследие были обычным делом. Сыновья правящего Мехтара управляли провинциями и также носили титул Митар, в то время как других родственников Мехтара мужского пола звали Митарджао. Аман уль-Мульк перенял персидский стиль шахзада для своих сыновей, и этот стиль затем возобладал. Слово «хонза» (что на кховарском языке означает «принцесса») предназначалось для женщин — членов семьи Мехтар.
Правящая семья Читрала ведёт своё происхождение от странствующего суфийского мистика Бабы Аюба. Баба Аюб прибыл в Читрал и женился на дочери правителя Шаха Раиса, предполагаемого потомка Александра Македонского. Внук от этого брака основал нынешнюю династию Катор. Соответственно, семья фактически обязана своим состоянием Сангину Али, когда-то служившему у правителя из династии Раис в Читрале, в семнадцатом веке. После его смерти два его сына, Мухаммад Байг и Мухаммад Раис, занимали важные посты в государстве. У Мухаммада Байга было шесть сыновей, которые захватили власть, иногда свергая правителя Раиса[прояснить] в первые годы восемнадцатого века. Старший из братьев, Мухтарам Шах Катор I, стал правителем, установив новую правящую династию. Нынешняя правящая династия происходит от шаха Афзаля I, второго сына Мухтарам Ша I. Но это не был конец династии Раис, которая имела свою базу власти в соседнем Бадахшане. Они предприняли несколько попыток вернуть себе трон Читрала и на короткое время добились успеха. Угроза со стороны Раисов закончилась, но у династии Катур были другие неприятности. Потомки Шаха Хушвакта, второго брата Мухтарам-шаха, основали ещё одно княжество в Верхнем Читрале, включая долины Гхизер и Ясин. Между двумя княжествами происходили частые войны, и в 1770 году Катор потерял всю свою территорию из-за могущественного правителя Хушвакта Хайрула Ла. Более 20 лет семье Катор приходилось жить в изгнании в Дире и других соседних областях. Правление Катор было окончательно восстановлено в 1791 году после смерти Хайрула Ла в битве при Урцуне.

### Мухтарам Шах Катур II
Он был вторым сыном Шаха Афзала I и внуком Шаха Катура I. Мухтарам Шах II, и его брат Шах Наваз-Хан долго боролся с Шахом Хайруллой (1798—1818). После убийства Шаха Хайруллы Шах Наваз-Хан (1818—1833) стал правителем Читрала, но в 1833 году он был свергнут с престола своим братом Мухтарамом-Шахом II. Мухтарам Шах II был способным государственным деятелем, которого считают настоящим основателем династии Катор в Читрале. За ним последовал его сын Шах Афзал II (1838—1853).

### Мехтар Аман уль-Мульк (1857—1892)
Аман уль-Мульк, младший сын шаха Афзаля, стал преемником своего брата в 1857 году. После короткого спора с княжеством Джамму и Кашмиром, в ходе которого он осадил гарнизон в Гилгите и ненадолго удержал долину Пуниал. Он заключил договор с махараджей в 1877 году. Аман-уль-Мульк был настолько сильным правителем, что во время его правления не было предпринято ни одной серьёзной попытки оспорить его власть. В течение сорока лет он был главной личностью на границе . После относительно долгого правления он мирно скончался в 1892 году.

### Войны за престолонаследие
После смерти Амана уль-Мулька между его сыновьями началась долгая война за престолонаследие. Младший сын Амана, Афзал уль-Мульк, провозгласил себя правителем в отсутствие старшего брата. Затем он начал устранять нескольких своих братьев, потенциальных претендентов на его трон. Это положило начало войне за престолонаследие, которая продолжалась три года. Афзал уль-Мульк был убит своим дядей, Шер Афзалом. Он удерживал Читрал в течение месяца, а затем бежал на афганскую территорию после возвращения Низам-уль-Мулька. Низам, старший брат Афзал уль-Мулька и его законный наследник, стал наследником престола в декабре того же года. Примерно в то же время Читрал попал под британскую сферу влияния в соответствии с соглашением о Линии Дюранда, которое определяло границу между Афганистаном и Британской Индийской империей. Владения Низама уль-Мулька в Кафиристане и долине реки Кунар были признаны афганской территорией и переданы эмиру. Не прошло и года, как Низам был убит ещё своим младшим братом Амиром уль-Мульком. Приближение Читральской экспедиции, сильной военной силы, состоящей из британских и кашмирских войск, побудило Амира в конце концов сдаться, его покровитель Умра-хан бежал в Джандул.

### Царствование Шуджи уль-Мулька (1895—1936)
Британцы решили поддержать интересы Шуджи уль-Мулька, младшего законного сына Амана уль-Мулька, единственного, кто не пострадал от недавних убийств и интриг. После воцарения молодого Мехтара британские войска выдержали знаменитую оборону от семинедельной осады Шер-Афзала и Умра-Хана Джандула. Хотя Шуджа уль-Мульк уже прочно утвердился в качестве правителя, династия Догра из Джамму и Кашмира аннексировали Ясин, Куш, Гизр и Ишкоман. Сюзеренитет дома Догра над Читралом закончился в 1911 году, и Читрал стал салютуемым государством в прямых отношениях с англичанами. Мастуй также выведенный из-под юрисдикции Мехтара в 1895 году, он был восстановлен в течение двух лет.
Шуджа правил в течение сорока одного года, в течение которого Читрал наслаждался беспрецедентным периодом внутреннего мира. Он путешествовал за пределами региона Гиндукуша, посещая различные части Индии и встречаясь с рядом коллег-правителей, а также совершая хадж в Аравию и встречаясь с первым королём Саудовской Аравии ибн Саудом I. Он был приглашён на Делийский дарбар в январе 1903 года. Шуя уль-Мульк послал своих сыновей за границу, чтобы получить современное образование. Князья путешествовали в отдаленные места, такие как Алигарх и Дехрадун, в сопровождении сыновей знати, которые обучались за государственный счёт. Он поддерживал англичан во время Третьей Англо-афганской войны 1919 года, во время которой четверо его сыновей участвовали в нескольких операциях по охране границы от вторжения.

### Мехтары после Шуджи
Насир уль-Мульк наследовал своему отцу в 1936 году. Он получил современное образование, став известным поэтом и учёным. Он проявлял глубокий интерес к военным, политическим и дипломатическим делам и тратил много времени на совершенствование администрации. Умирая без наследника мужского пола в 1943 году, его преемником стал его младший брат Музаффар уль-Мульк. Будучи человеком с военным складом ума, он стал свидетелем бурных событий, связанных с разделом 1947 года. Его быстрые действия по отправке собственных телохранителей в Гилгит сыграл важную роль в обеспечении безопасности территории для Пакистана.
Неожиданная ранняя смерть Музаффара уль-Мулька привела к тому, что в 1948 году наследство перешло к его относительно неопытному старшему сыну Саифу Ур-Рахману. Из-за некоторой напряжённости он был изгнан из Читрала правительством Пакистана на шесть лет. Они назначили административный совет, состоящий из чиновников из Читрала и остальной части Пакистана, чтобы управлять государством в его отсутствие. Он погиб в авиакатастрофе на Лоури, возвращаясь в Читрал в 1954 году.
Саиф уль-Мульк Насир (1950—2011) сменил своего отца в возрасте четырёх лет. Он правил под управлением регентского совета в течение следующих двенадцати лет, в течение которых пакистанская власть постепенно увеличивалась над княжеством. Несмотря на то, что он был назначен конституционным правителем, когда достиг совершеннолетия в 1966 году, он не очень долго наслаждался своим новым статусом. Читрал был поглощён и полностью интегрирован в Республику Пакистан Яхья Ханом в 1969 году. Чтобы уменьшить влияние Мехтара, он, как и многие другие принцы в соседней Индии, был приглашён представлять свою страну за границей. Он занимал различные дипломатические посты в МИД Пакистана и преждевременно ушёл со службы в качестве генерального консула в Гонконге в 1989 году. Он умер в 2011 году, и ему наследовал (хотя и в значительной степени символически) его сын Фатех уль-Мульк Али Насир.

## Включение в состав Пакистана
Во время раздела Индии, тогдашний Мехтар Читрала, Музаффар уль-Мульк, решил присоединиться к Пакистану. 6 октября 1947 года княжество Читрал подписало Акт о присоединении, который был удовлетворенно принят правительством Пакистана. В 1954 году был подписан дополнительный акт о присоединении и принят Временный конституционный закон Читрала, в соответствии с которым княжество Читрал стало федеративным штатом Пакистана. В том же году по настоянию федерального правительства Пакистана был создан мощный консультативный совет, управлявший Читралом до 1969 года. Пограничные штаты Дир, Читрал и Сват были окончательно объединены в 1969 году под руководством генерала Яхья Хана. Полный захват власти правительством Пакистана означал, что фактически эти государства были ликвидированы.

## Отмена титулов
Титулы, стили и привилегии правителей бывших княжеских государств Пакистана, включая Читрал, были отменены в апреле 1972 года посредством принятия правителями присоединяющихся государств указа 1972 года об отмене тайных кошельков и привилегий (П. О. № 15 от 1972 года). Новый закон вступил в силу, несмотря на все положения, содержащиеся в любом документе о присоединении, соглашении или любом другом законе, и был закреплён далее посредством 4-й поправки к Конституции Пакистана и статьи 259 того же закона.

## Администрация

### Мехтар
Мехтар был центром всей политической, экономической и социальной деятельности в государстве. Близость с правящим князем или лояльность к нему были признаком престижа среди подданных Мехтара.

### Гражданская администрация
Мехтар был источником всей власти в стране, последней инстанцией в гражданских, военных и судебных делах. Чтобы эффективно функционировать, он создал сложную административную машину. Из Читрала Мехтар поддерживал контроль над отдаленными частями государства, назначая доверенных чиновников. Из Читральского форта, где размещалась большая королевская семья, мехтар руководил сложной административной иерархией.

### Государственный флаг
Государственный флаг Читрала был треугольной формы и бледно-зелёного цвета. Более широкая сторона флага изображала гору, скорее всего пик Терич-мир. В более поздний Каторский период этот флаг служил символом присутствия Мехтара и развевался над читральским фортом. Его поднимали каждое утро, сопровождая приветствием от государственных телохранителей, и снимали каждый вечер после очередного приветствия.

### Королевский Форт, мечеть Шахи и летняя резиденция
Крепости Читрала исторически напоминают средневековые замки. Они были одновременно укрепленной резиденцией и центром власти в этом районе. Форт Мехтара в Читрале имеет командную позицию на реке Читрал. Он остается местом нынешнего церемониального Мехтара. К западу от форта находится мечеть Шахи, построенная Шуджа уль-Мульком в 1922 году. Его розоватые стены и белые купола делают его одной из самых характерных мечетей Северного Пакистана. Гробница Мехтара Шуджа уль-Мулька находится в углу мечети. Летняя резиденция экс-правителя Читрала находится на вершине холма над городом у Бирмоглашта. Эта горная вершина возвышается над городом Читрал, а летняя резиденция находится на высоте 2743 метров (9000 футов).

### Отпрыски королевской семьи Читрала

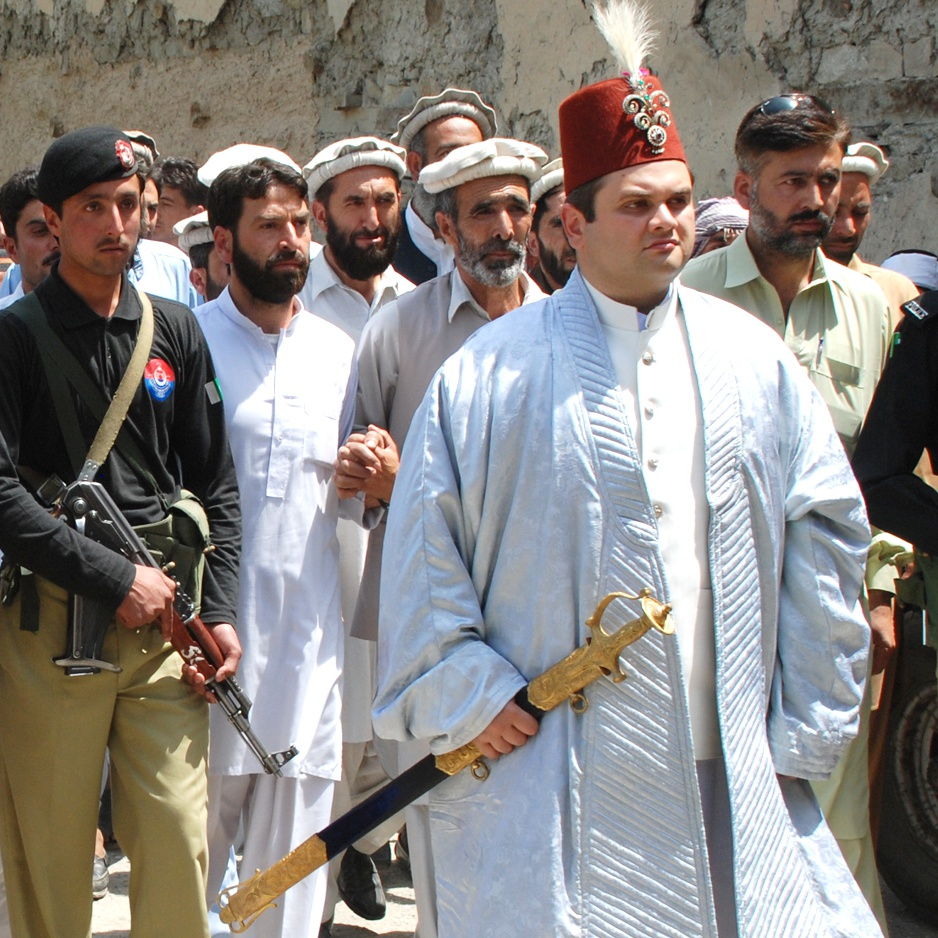
Мехтар Фатех-уль-Мульк Али Насир (род. 1983), нынешний глава королевского дома Катор и церемониальный мехтар Читрала (с 2011 года)

Отпрыски династии Катор все еще широко уважаются и почитаются племенем Катор в Читрале сегодня. Последнее постановление Мехтар Мухаммед Саиф-уль-Мульк Насир получил образование в колледже Айтчисон. Он получил медаль коронации королевы Елизаветы II (1953) и медаль Республики Пакистан (1956). Он был женат на дочери Наваб Мухаммад Саид-Хан, наваба Амба, имеет двух сыновей и двух дочерей, в том числе:
1. Мехтар Фатех-уль-Мульк Али Насир (род. 27 ноября 1983), старший сын Мехтара Мухаммада Саиф-уль-Мульк Насира, был назначен главой Каторского королевского дома Читрала 20 октября 2011 года, после смерти своего отца. Он изучал право в университетах Букингема и Майами.
2. Шахзада Хаммад уль-Мульк Насир, родился 20 сентября 1990 года.

### Политика
Семья продолжает оставаться одной из самых сильных политических сил в округе, хотя она и не всегда последовательно присоединяется к какой-либо конкретной партии в округе. Шахзаде Мохиуддин, внук Шуджа уль-Мульк, служил государственным министром туризма в 1990-е годы. Он был дважды избран председателем районного совета Читрал от района Назим, и четыре раза — членом Национальной ассамблеи Пакистана (МНА). Шахзаде занимал пост председателя Постоянной комиссии Национальной комитета по вопросам Кашмира и северных районах (Кана). Его сын Шахзада Ифтихар Уддин является членом Национальной ассамблеи Читрала.

### Знатные члены королевской семьи
Мата уль-Мульк (1918—2002), один из младших сыновей Шуджи уль-Мулька, служил коммандером Индийской национальной армии в Сингапуре. Он наиболее известен тем, что победил сикхские войска в Скарду, командуя Читральской службой телохранителей во время осады Скарду.
Бурхануддин (1914—1996), сын Шуджи уль-Мулька, служил командующим Индийской национальной армией в Бирме. Он также служил сенатором после Второй мировой войны.
Полковник Хушвакт уль-Мульк (1914—2010), один из младших сыновей Шуджи уль-Мулька, служил комендантом Восточного Пакистана (ныне Бангладеш). Он получил образование в Королевском индийском военном колледже принца Уэльского (ныне индийский военный колледж Раштрия) в Дехрадуне, Индия. После смерти своего отца в 1936 году он стал губернатором Верхнего Читрала. Он был филантропом и помогал благотворительной организации Brooke Hospital for Animals создать центр в Пакистане. На момент своей смерти он был самым старшим оставшимся в живых военным офицером пакистанской армии. Его младший сын Сикандер уль-Мульк уже более двух десятилетий возглавляет Читральскую команду по поло в Шандуре, а его старший сын Сирадж уль-Мульк (род. 1945) служил пилотом в пакистанской армии и пакистанских международных авиалиниях.
Масуд уль-Мульк (род. 1956), внук Шуджи уль-Мулька, является пакистанским экспертом по гуманитарной помощи He is the son of Khush Ahmed ul-Mulk, the last surviving son of Shuja ul-Mulk.. Он сын Хуша Ахмеда уль-Мулька, последнего оставшегося в живых сына Шуджи уль-Мулька. Хуш Ахмед уль-Мульк служил в британской индийской армии. По состоянию на 2014 год он был самым старшим выжившим членом королевской семьи Читрала.
Таймур Хусров уль-Мульк, внук Шуджи уль-Мулька и сын дочери наваба Дира, служил чиновником в федеральном правительстве Пакистана и генеральным бухгалтером провинции Хайбер-Пахтунхва до своей отставки в 2016 году.

## Список правителей
Правители династии Катор с датой их восшествия на престол:
- 1838—1853: Шах Афзал II (? — 1853), пятый сын шаха Мухаммада Мухтарама Шаха II [Шах Катур II]
- 1853—1858: Мухтаррам Шах Катор III (? — 1858), старший сын предыдущего
- 1858—1892: Аман уль-Мульк II (ок. 1821 — 30 августа 1892), младший брат предыдущего
- 1892 (два месяца): Афзал уль-Мульк (1 января 1867 — 6 ноября 1892), пятый сын предыдущего
- 1892 (один месяц): Шер Афзал (1 января 1842 — 31 декабря 1923), младший сын Шаха Афзала II
- 1892—1895: Низам уль-Мульк (1 января 1861 — 1 января 1895), третий сын Аман уль-Мулька II
- 1895 (два месяца): Амир уль-Мульк (1 января 1877 — 23 декабря 1923), восьмой сын Аман уль-Мулька II
- 1895—1936: Шуджа уль-Мульк (1 января 1881 — 13 октября 1936), младший сын Аман уль-Мулька II
- 1936—1943: Насир уль-Мульк (29 сентября 1897 — 29 июля 1943), старший сын предыдущего
- 1943—1949: Музаффар уль-Мульк (6 октября 1901 — 12 января 1949), младший брат предыдущего
- 1949—1954: Саиф-ур-Реман (4 апреля 1926 — 14 октября 1954), старший сын предыдущего
- 1954—2011: Мухаммад Саиф-уль-Мульк Насир (12 мая 1950 — 18 октября 2011), старший сын предыдущего
- 2011 — настоящее время: Фатех уль-Мульк (род. 27 ноября 1983), старший сын предыдущего.